# Stigsbo Rödmosse
Stigsbo Rödmosse este o arie protejată (arie specială de conservare — SAC, sit de importanță comunitară — SCI) din Suedia întinsă pe o suprafață de 43,1 ha, integral pe uscat.

## Localizare
Centrul sitului Stigsbo Rödmosse este situat la coordonatele 60°00′44″N 17°13′55″E / 60.0123°N 17.232°E.

## Înființare
Situl Stigsbo Rödmosse a fost declarat sit de importanță comunitară în ianuarie 1997 pentru a proteja un număr necunoscut de specii din flora spontană și fauna sălbatică aflate în arealul zonei. Situl a fost protejat și ca arie specială de conservare în martie 2011.

## Biodiversitate
Situată în ecoregiunea boreală, aria protejată conține 4 habitate naturale: Turbării active, Păduri de conifere pe eskere fluvioglaciare sau legate la acestea, Taiga vestică, Pășuni din zone de pădure fino-scandinave.
La baza desemnării sitului se află un număr nedeclarat de specii protejate.